# オオヒンジガヤツリ
オオヒンジガヤツリ Lipocarpha chinensis はカヤツリグサ科の植物。ヒンジガヤツリに似て、遙かに大きい。

## 特徴
一年生草本で、全株無毛で白緑色。根茎はなく、葉は根出状に出て、扁平だが縁が内捲きし、全体に硬く、幅2-4mm。基部の鞘は赤褐色を帯びる。
花期は周年で、花茎は分枝せず、節も苞葉も途中にはなく、根出葉より遙かに長くて高さ20-50cmになる。茎は表面滑らかで鈍い稜があって断面は半円形に近い。茎の先端には2-3枚の葉状の苞があり、長さ1-8cm、開出する。苞のすぐ上には柄のない穂が4-7個集まって生じる。穂は密に鱗片が寄り集まったもので卵形から円柱形、先端は丸く、全体に帯白色。鱗片は披針形で膜質、淡緑色で先端は短い芒となり、その先はやや外向きに曲がる。痩果は長楕円形で長さ1mm、黄褐色で透明な膜二枚に挟まれる。柱頭は三裂。

## 分布と生育環境
日本では南西諸島に見られる。国外では台湾、中国南部、インドシナ、インド、マレーシア、アフリカに分布する。水田や川岸、湿地などの水辺に生える。

## 類似種など
同属のヒンジガヤツリとは大きさが明らかに異なる。カヤツリグサ属にも似たものもあるが、果実が二枚の薄膜に包まれないことで区別できる。
なお、この属の穂が小穂であるのか小穂の集合であるかには議論がある。星野他(2011)でも記述に混乱がある。詳しくはヒンジガヤツリ属の項を参照のこと。